# Клаас Релотіус
Клаас Релотіус (нім. Claas-Hendrik Relotius; нар. 15 листопада 1985, Гамбург) — німецький журналіст, що працював у Der Spiegel, лауреат премії CNN «Журналіст року» (2014), премії Європейської преси (2017), премії Німецький репортер (2013, 2015, 2016, 2018), який масово брехав у своїх репортажах.

## Біографія
Клаас Релотіус народився 15 листопада 1985 року в місті Гамбурзі (Німеччина).
В якості позаштатного репортера Клаас Релотіус писав для низки видань німецькою мовою, таких як Cicero, Frankfurter Allgemeine Sonntagszeitung, NZZ am Sonntag, Financial Times Deutschland, taz, Die Welt, SZ-Magazin, Die Weltwoche, Zeit Online і Reportagen.
З 2017 року він був штатним журналістом Der Spiegel, де опублікував близько 60 статей. За свої детальні та яскраві репортажі Клаас Релотіус отримав багато нагород, серед яких премія CNN «Журналіст року» (2014), премія Європейської преси (2017), премії Німецький репортер (2013, 2015, 2016, 2018). У 2018 році йому також присудили нагороду Relotius Reporterpreis за «Кращий репортаж» початку грудня в Берліні.
У грудні 2018 року Der Spiegel послав Релотіуса Клааса у відрядження до США, щоб писати про ставлення американців до мексиканських іммігрантів, і йому дали помічника Хуана Морено, який і викрив брехню. Хуану Морено відразу не сподобався стиль роботи Релотіуса Клааса, про що він дав знати в редакцію, але його проігнорували.
Під час свого дослідження Хуан Морено вирішив зустрітися з тими, кого цитував Клаас Релотіус. Після зустрічей виявилося, що вони всі ніколи з Клаасом Релотіусом не розмовляли. Більш того, плакат з написом «Мексиканцям вхід заборонений», про який писав Релотіус, що нібито його бачив в Міннесоті, теж був брехнею.
Редакція Der Spiegel спочатку не хотіла викривати і підтримувала Релотіуса Клааса вважаючи, що Хуан Морено зводив наклепи на нього, але під зростаючими доказами обману Релотіуса Клааса була змушена визнати факти обману. 19 грудня 2018 року газета Der Spiegel оприлюднила, що Клаас Релотіус визнав, що «сфальсифікував свої статті у великому масштабі», вигадав факти, людей та цитати принаймні в 14 своїх історіях в Der Spiegel. До журналу Der Spiegel раніше вже зверталися два жителя Фергус-Фолса, Мішель Андерсон і Джейк Крон із повідомленнями про фальсифікації, але журнал проігнорував звернення.
Лідери правої німецької партії Альтернатива для Німеччини написали, що підтвердили свою думку про ЗМІ як про «брехливу пресу».
23 грудня 2018 року Der Spiegel оголосив, що подав до суду на Релотіуса. Релотіуса звинувачують у розкраданні пожертв, призначених для сирійських сиріт, він стверджував, що зустрічався з ними і передав гроші в Туреччині. Журналіст звернувся до читачів із закликом про допомогу і перерахувати йому кошти на його банківський рахунок.